# Journal of American Folklore
Le Journal of American Folklore est une revue scientifique évaluée par les pairs publiée par l'American Folklore Society. La revue est publiée depuis la création de la société, en 1888. Depuis 2003, la revue est publiée à l'University of Illinois Press. Elle publie des articles, essais, ainsi que des études et exposés scientifiques en rapport avec son domaine. Elle comprend également des critiques d'ouvrages. 

## Editeurs
Les personnes suivantes furent rédacteur en chef de la revue :
- William Wells Newell (1888–1899), vols. 1–12
- Alexander Francis Chamberlain (1900–1907), vols. 13–20
- Franz Boas (1908–1924), vols. 21–37
- Ruth Benedict (1925–1939), vols. 38–52
- Gladys Reichard (1940), vol.53
- Archer Taylor (1941), vol. 54
- Erminie Wheeler-Voegelin (1942–1946), vols. 55–59
- Wayland Hand (1947–1951), vols. 60–64
- Katharine Luomala (1952–1953), vols. 65–66
- Thomas Sebeok (1954–1958), vols. 67–71
- Richard Dorson (1959–1963), vols. 72–76
- John Greenway (1964–1968), vols. 77–81
- Américo Paredes (1969–1973), vols. 82–86
- Barre Toelken (1974–1976), vols. 87–89
- Jan Harold Brunvand (1977–1980), vols. 90–93
- Richard Bauman (1981–1985), vols. 94–98
- Bruce Jackson (1986–1990), vols. 99–103
- Burt Feintuch (1991–1995), vols. 104–108
- Jack Santino (1996–2000), 109–113
- Elaine J. Lawless (2000–2005), vols. 114–118
- Harris M. Berger et Giovanna P. Del Negro (2006–2010), vols. 119–123
- Thomas A. DuBois et James P. Leary (2011–2015), vols. 124–128
- Ann K. Ferrell (2016–2020), vols. 129–133
- Lisa Gilman (2021– ), vol. 134–[2]